# Иван Ценов (политик)
Вижте пояснителната страница за други личности с името Иван Ценов.
Иван Ценов Николов е български политик, кмет на Видин от 1999 до 2007 г.

## Биография
Иван Ценов е роден в семейство на обикновени хора. Завършва с отличие гимназия във Видин. Дипломира се през 1985 г. в Медицинската академия, София. Лекар кардиолог, завеждащ кардиологичното отделение в Областната болница, Видин до 1999 г. Участва в научни медицински изследвания към Университета в Льовен, Белгия; Емпириал колидж, Лондон; Кливланд, Охайо, САЩ.
Женен е за Цеца Рангелова Николова – лекар педиатър, с която имат двама сина – Марио и Ангел.
През 1999 г. е избран от СДС за кмет на Видин, а през 2003 г. е преизбран за втори мандат. Основател и пръв президент на „Ротари клуб“, Видин; асистент Ротари дистрикт гуверньор (2001 – 2002, 2005 – 2007).
Иван Ценов е представител на България в Конгреса на местните и регионални власти към Съвета на Европа, Страсбург. До 2007 г. е представител на България в Мрежата на дунавските градове, Улм, Германия.
Председател на Асоциацията на демокртичните общини в България, 2001 – 2004 г. Вицепрезидент на Асоциацията на мултиетническите градове в Югоизточна Европа, Нови Сад, Сърбия. Председател на съвета на Фондацията за трансгранично сътрудничество, София.
Квалификации, обучения в САЩ, Израел, Унгария, Великобритания, диплом за политически умения от НБУ, София.